# Robert Szczerbowski

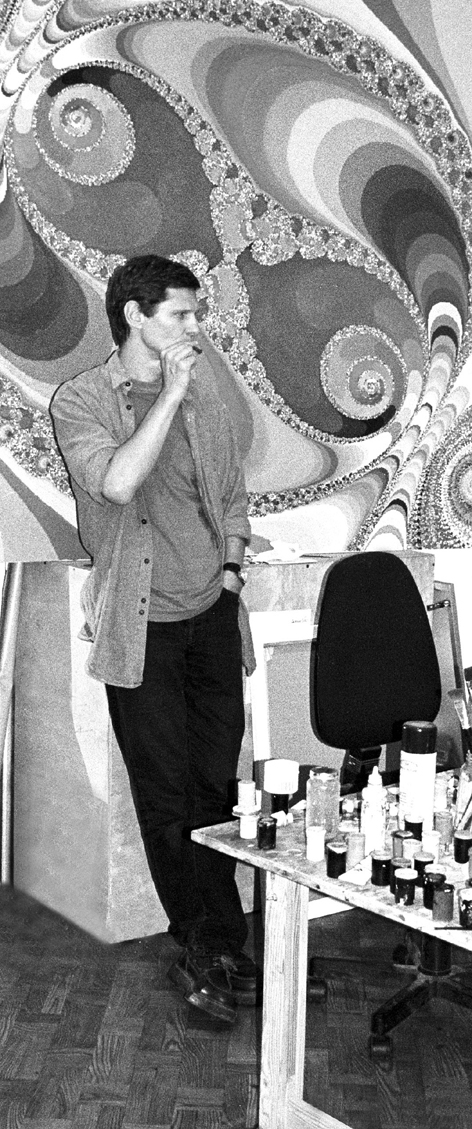
Artysta w swojej pracowni, 2003r.
W tle jedna z części malarskiego "Dyptyku".

Robert Szczerbowski (ur. 20 lutego 1959 w Poznaniu) – polski pisarz i artysta.
Przez pierwszych kilkanaście lat swojej działalności (od końca 70.) zajmował się pisaniem, intensywnie angażując się w nurt prozy postmodernistycznej. Potem jednak stopniowo zaczął odchodzić od sfery języka, w coraz większym stopniu włączając do swojej twórczości środki plastyczne, a od połowy lat 90 jego aktywność nakierowana jest już wyłącznie na przekaz wizualny.
Tworzy artystyczne artefakty o niejednoznacznym statusie z pogranicza realności i fikcji. Jego twórczość związana jest niemal w całości z zasadą symulacji, a jej część plastyczna kojarzona jest zazwyczaj z kręgiem sztuki konceptualnej z uwagi na zawsze obecny czynnik intelektualnej gry, refleksyjny charakter oraz częste odniesienia do sztuki pojęciowej i antysztuki. Szczerbowski miesza i tworzy nowe jakości ze sposobów "pracy i produkcji" artystycznej wymyślanych niegdyś przez racjonalne odłamy awangardy. W jego realizacjach koegzystują "antynatchnieniowe" metodologie OuLiPo, pełne nostalgii détournement Sytuacjonistów, procedury analityczne Konstruktywizmu, intelektualne metody Dada służące wywoływaniu efektu absurdu itp. Operuje różnymi formułami czasowości, wśród których jedną z najważniejszych jest symultaniczność. W pracach wizualnych artysta porusza zwykle temat zdominowania człowieka przez technologię. Analizuje wpływ nowych mediów, cyfryzacji i rzeczywistości wirtualnej na wewnętrzną przestrzeń człowieka, jego potrzeby duchowe i wyobraźnię.
Jest synem Zbigniewa Szczerbowskiego, aktora i reżysera scenicznego, założyciela i dyrektora kilku teatrów, działającego przed II wojną i tuż po niej, głównie w Wielkopolsce.

## Edukacja
Uczęszczał do kilku szkół podstawowych oraz kilku średnich w Poznaniu i Warszawie. Absolwent XV LO im. Narcyzy Żmichowskiej w Warszawie (1978 r.). Ukończył klasę o profilu humanistycznym pracą maturalną "O Czystej Formie St. I. Witkiewicza". W 1979 r. rozpoczął studia filozoficzne na UAM w Poznaniu i kontynuował je na Uniwersytecie Warszawskim przez cały czas trwania stanu wojennego, aż do 1988 roku. Ostatecznie jednak porzucił studia dla twórczości przed uzyskaniem dyplomu.

## Działalność artystyczna

### Literatura/Post-literatura
W swoich trzech kolejnych książkach autor przechodził od początkowej akceptacji literatury i zgody na partycypację w niej, nawet jeśli był to rodzaj gry i próba jej rozliczenia, poprzez etap post-literatury, aż do zerwania z nią i zupełnego odrzucenia języka jako środka wyrazu.
Debiutował na łamach kwartalnika literackiego „Akcent“ w 1987 roku miniaturami z późniejszego tomiku zatytułowanego Kompozycje. Zbiór ten zawierał najwcześniejsze utwory autora, powstałe w latach 1977-81 (Wydawnictwo KS, 1991). Są to krótkie opowiadania o różnej, często parabolicznej i surrealistycznej treści, połączone wspólną zasadą formalną: każde z nich kompozycyjnie odpowiada jakiejś formie muzycznej (jak np. fuga, kantata, preludium itd.). 
Księga żywota (Wydawnictwo ISKRY, 1990), nazwana w podtytule przy-powieścią, składa się z na pozór osobnych opowiadań, które jednak korespondują ze sobą i zazębiają się fabularnie zgodnie z zasadami domina. Wydana została bez nazwiska autora i przez kilka lat autorstwo tej, jak i następnej książki Szczerbowskiego pozostawało tajemnicą. Sugeruje ona czytelnikowi jakoby była dziełem zbiorowym, powstałym na przestrzeni tysięcy lat w tajnym sprzysiężeniu wszystkich pisarzy wszech czasów. Głównym jej motywem jest śmierć i odradzanie się, umieranie i przemiana. Na kartach Księgi żywota w formule  apokryficznego eposu skondensowana została historia człowieka i jego cywilizacji (żywot), unaocznionej poprzez kulturę (księga). Historycznej podróży w czasie człowieka – bohatera odpowiada na planie języka ewolucja narratora i jego stylu, w której przewijają się odniesienia do najbardziej znanych świadectw szeroko pojętego piśmiennictwa i literatury od powstania pisma po współczesność.
Æ, wydana również anonimowo, ale i bez tytułu (Book Tranzyt, 1991), stanowi dowód porzucenia przez Szczerbowskiego dotychczasowej wizji literatury i należy już zapewne do nurtu post-literatury lub pogranicza literatury konkretnej. Tym razem tekst sprawia wrażenie, jakby w ogóle nie był dziełem autora osobowego. Narratorem i jednocześnie podmiotem jest tu sam tekst, powołany i rozwijany przez obdarzony inteligencją język, który docieka swojego bytu na stronach-hasłach zróżnicowanego typograficznie dwuksięgu. W rozpoczęciu od pojedynczego, najpierwszego słowa wyłaniającego się z chaosu albo pustki, spełnia się jeszcze raz kartezjańska próba wzięcia w nawias wszystkiego, co było wcześniej w celu odnalezienia pewnej wiedzy na własny temat. O ile Księga żywota była próbą uniwersalistycznego ujęcia całej literatury od jej początków aż po domniemany kres jej ewolucji, o tyle Æ, pomyślana jako "ostatnia książka", kładzie jej kres definitywnie, redukując z tekstu literackiego niemal wszystkie jego atrybuty. Sprowadzona do formuły słownika, generuje co najwyżej potencjał wielowymiarowej szarady albo krzyżówki. Książka natomiast, rozumiana dotychczas wyłącznie jako nośnik tekstu sama staje się przekazem poprzez swą specyficzną, pełną wizualnych znaczeń formę, która rozszerza jej poziom językowy o dodatkowy, pozaliteracki wymiar. W kolejnych wydaniach odrywa się już nawet od papierowego nośnika i przybiera postać elektronicznego hipertekstu. Edycja na dyskietce do czytania w komputerze Wydawnictwa Pusty Obłok z 1996 jest uważana za historycznie pierwszą hipertekstową publikację w języku polskim. Jej ostateczna wirtualna wersja jest dostępna w internecie.
W 1997 roku Szczerbowski otrzymał od Fundacji Kultury grant na realizację nowego projektu, który wkraczał zdecydowanie w dziedzinę sztuk plastycznych. Dwie wystawy: Retrospektywa na koniec Czasu (1997) to katalog nieistniejącej wystawy. Publikacja ta o strukturze nawiązującej do wcześniejszych książek autora, zawierała wyłącznie ilustracje - fotografie obiektów i ich opisy. Nieco później na jej kanwie została zrekonstruowana prawdziwa ekspozycja w Centrum Sztuki Współczesnej Zamek Ujazdowski w Warszawie.

### Obiekty

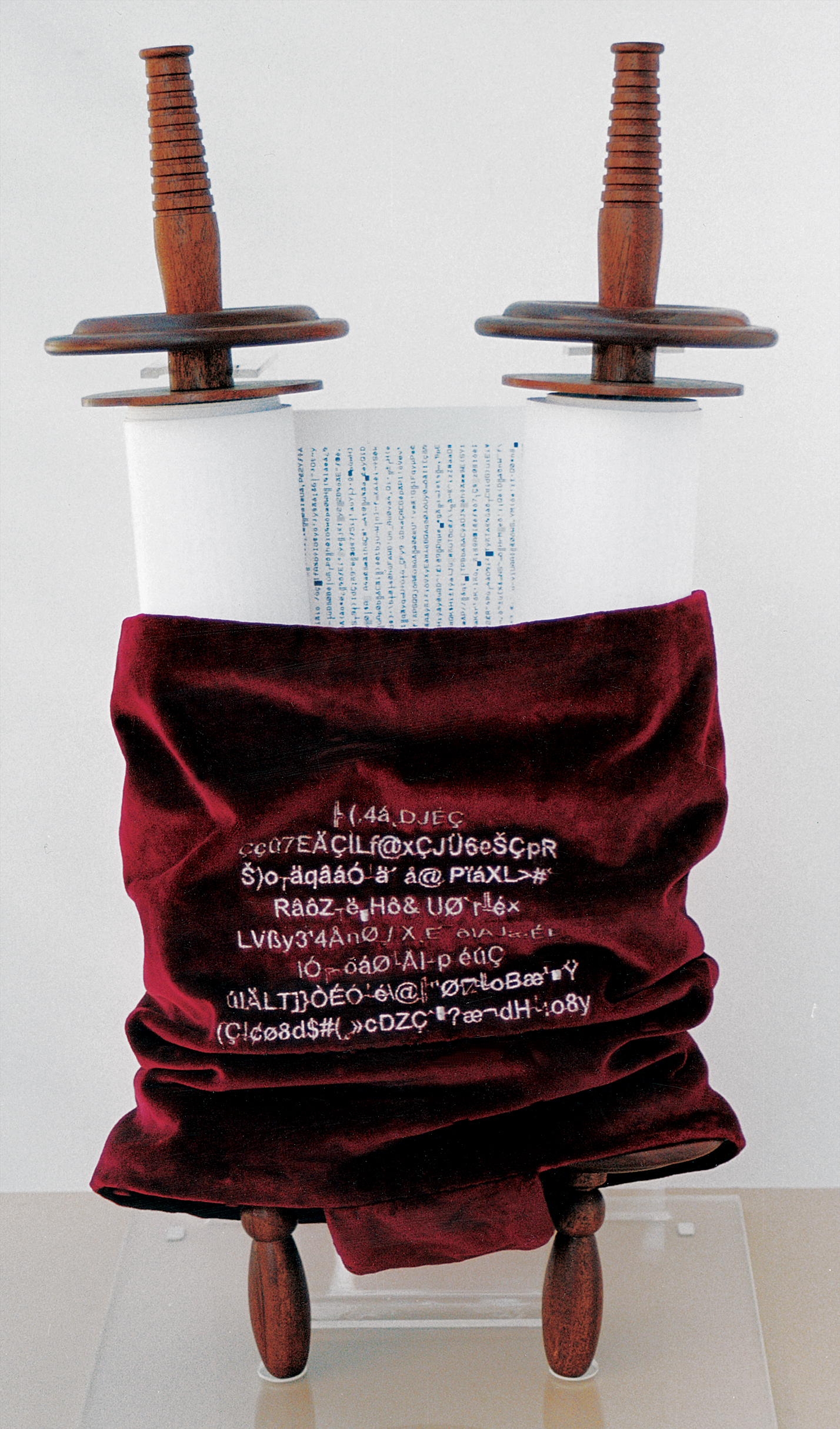
Tora w języku maszyn cyfrowych.
torah@mach.lang, 1996

Wspomniane wyżej Dwie wystawy: Retrospektywa na koniec Czasu (CSW Warszawa 1998) były pierwszą i zarazem największą, indywidualną prezentacją Szczerbowskiego. Tym razem pozorował on w dużej przestrzeni współczesnej galerii wystawę muzealną o profilu pseudodokumentalnym. Obiekty należące do tej wystawy miały charakter eksponatów - symulakrów, robiły wrażenie rzeczy prawdziwych, nie stworzonych przez artystę. Czasem wydawały się cytatami lub imitacjami nieistniejących oryginałów. W części tych prac Szczerbowski eksperymentował z tzw. językiem maszynowym, który jest niekomunikatywnym dla człowieka kodem sterującym działaniem maszyn cyfrowych. Użył go w serii obiektów, które były jego nośnikami, takich jak gliniane tabliczki, praca "Kamień filozoficzny", "Tora w języku maszyn cyfrowych", czy "Szklane Tablice". Wystawa nawiązywała do przełomu informatyczno-cyfrowego i była rodzajem przekrojowej rekapitulacji kultury duchowej człowieka, retrospektywną podróżą po historii uniwersalnie rozumianej cywilizacji i kultury. Wyczuwalny był w niej element chłodnego dystansu i ironicznego komentarza wobec sztuki. Motyw ten pojawił się bardziej wyraziście w kolejnym indywidualnym projekcie artysty, jakim był pokaz "Martwa natura i Wenus bez właściwości" (Mały Salon Zachęty Warszawa 2000), tym razem ograniczony tylko do dwóch obiektów wymienionych w tytule, odnoszących się do archetypicznych motywów sztuki.

### Malarstwo
Po 2000 roku Szczerbowski zajmował się prawie wyłącznie malarstwem (określanym jako proceduralne) i wideo, tworzonym głównie w oparciu o cyfrowe przetworzenie i foundfootage. 

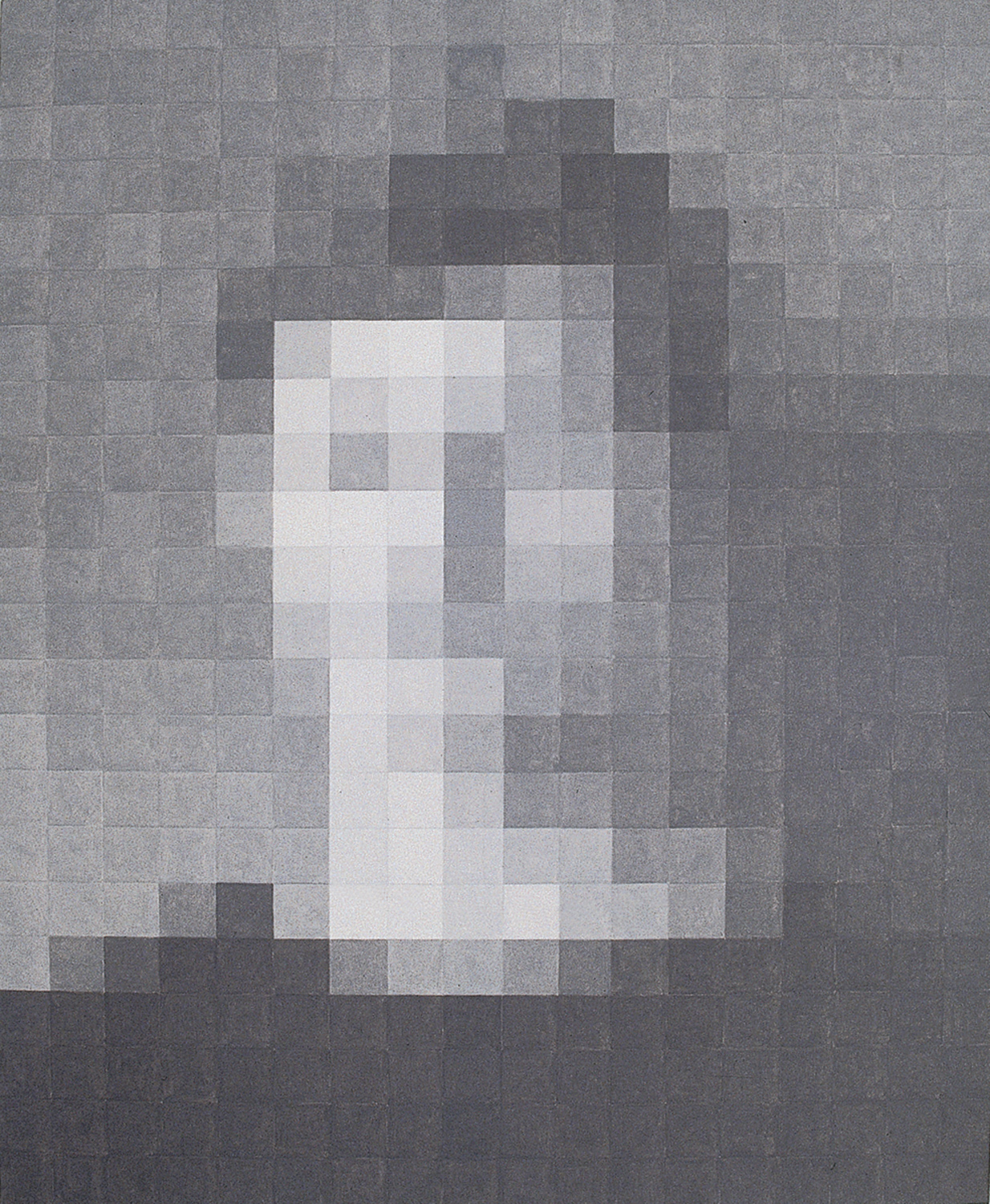
Autoportret, 2002
akryl na płótnie, 124x156 cm

„Jeden obraz wart jest tysiąca słów“ – ten wschodni aforyzm mógłby podsumowywać cykl pt. Obrazy fraktalne (2000-2003), w którym Szczerbowski tradycyjnymi środkami przedstawiał na płótnach gęste struktury złożone z pikseli malowanych olejem lub akrylem. Motyw fraktala pojawił się już wcześniej w jego Księdze żywota, której konstrukcja opiera się na idei samopodobieństwa (część podobna do całości) i ma charakter fraktalny. Późniejszy cykl obrazów stanowił natomiast próbę dialogu z historią malarstwa, chęć przekroczenia dotychczasowej formuły sztuki geometrycznej poprzez odniesienie jej do wirtualnej przestrzeni komputera, która stała się nową rzeczywistością epoki informatycznej. Obrazy artysty w przewrotny sposób „naśladują” grafikę komputerową, ludzka ręka realizuje w nich to, co zrodziło się w wyobraźni maszyny, nie zaś człowieka. Istotą jest tu materializowanie wirtualnych kompozycji, przenoszenie ich do świata rzeczywistego, traktowanie jako malarskie tematy. W tym procesie opartym na ścisłych procedurach ma również udział czynnik subiektywny związany z indywidualnym gestem, odczuciem koloru, błędem itp., co stoi w sprzeczności z ich cyfrowym rodowodem. Szczerbowski tropi i ujawnia podobieństwo form wygenerowanych przy użyciu komputera w rezultacie czysto matematycznych działań do motywów znanych ze sfery ludzkich wyobrażeń, które manifestowały się wcześniej w sztuce czy religii. Namalowany przez niego pojedynczy „Piksel“, który zajmuje całą powierzchnię niewielkiego płótna to czarny kwadrat Malewicza, wyjęty z białego tła.
W 2020 roku artysta powrócił do malarstwa cyklem obrazów pt. ID. Po raz kolejny przywołuje wątek wszechobecnej technologii, w szczególności tej na usługach monitoringu, która służy rozpoznawaniu rysów twarzy. Płótna te, utrzymane w skali szarości, z bliska wydają się abstrakcyjne, a oglądane z większej odległości – przedstawiające. Rozwijają motyw spikselizowanego obrazu, który pojawił się w Autoportrecie z 2002 roku. W tym cyklu Szczerbowski odnosi się szeroko do tematu tożsamości, analizując jej różne warianty m.in. w portretach bliźniąt, więźnia opatrzonego numerem, kobiety przeglądającej się w lustrze czy własnego autoportretu w wersji 18 lat późniejszej. Innym motywem są tożsamości kreowane przez popkulturę (Batman, Zorro), jeszcze innym dokumenty tożsamości albo anonimowy tłum na stacji metra.

### Filmy

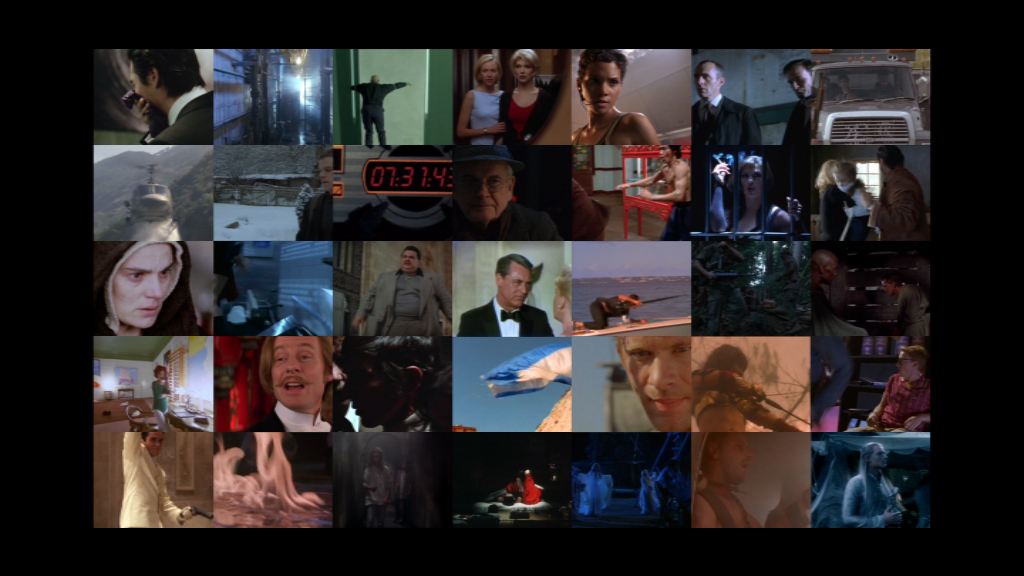
kadr z filmu "Multikino", 2005

Filmowe propozycje Szczerbowskiego (2004-2006) to jakby wprawione w ruch wizualne projekty wpisujące się swą problematyką w zagadnienia podejmowane przez autora w sztuce malarskiej, wykorzystujące i mocno podkreślające specyfikę i istotę tym razem obrazu filmowego. Jego prace wideo poddają analizie fantasmagoryczną, hipnotyczną rzeczywistość kina mainstreamowego i dezawuują jego mechanizmy. Artysta odnosi się krytycznie do współczesnej percepcji wizualnej, kreowanej przez nadmiar bodźców i informacji w mediach, który nie pozostawia już miejsca dla wyobraźni. 
W Pop corn i Multikinie Szczerbowski dokonuje specyficznej nadidentyfikacji z erotyzmem i duchowością kinematograficznego spektaklu, tworząc gęsty, symulaktyczny foundfootage (złożony niemal z wszystkich gatunków filmowych).
Z kolei w Kane (3:10) dzieląc film Wellesa, i tym samym egzystencję Obywatela Kane, na 36 dostępnych symultanicznie mini narracji, podejmuje grę z zaproponowanym przez twórcę Dotyku Zła sposobem opowiadania biografii.
Koniec jest pełną humoru grą z naszymi przyzwyczajeniami percepcyjnymi.
Prace Wykład i Motion Pictures podporządkowane są egzekucji rygorystycznej racjonalnej zasady konstrukcyjnej. Realizacja Motion Pictures powstała w wyniku zakłócania konwersji obrazów stworzonych za pomocą telefonu komórkowego na komputer. Realizacja Wykład to symultaniczny odczyt wykładu Szczerbowskiego przez 4 lektorów, gdzie spośród wzajemnie zakłócających się i kolidujących głosów docierają do nas poglądy autora odnośnie do roli sztuki i mediów w naszym życiu.

### Wystawy indywidualne
- Dwie wystawy - Retrospektywa na koniec Czasu: 1. Trzy prace wystawione na widok publiczny (CSW Zamek Ujazdowski Galeria Laboratorium, Warszawa 1998) 2. Hermetica (CSW Galeria 2)
- Martwa natura i Wenus  (Galeria Zachęta Mały Salon, Warszawa 2000)
- Obrazy fraktalne (Galeria XX1, Warszawa 2003)
- Algorytmy (Galeria AT, Poznań 2003)
- Sztuka jako symulakrum, wykład performowany na czterech prelegentów (CSW Zamek Ujazdowski, Warszawa 2003)
- Filmy (Archiwum Formy Filmowej: Pop Corn, Kane (3’10), Koniec, Motion Pictures, Multikino, Wykład) Kino Lab CSW, Warszawa 2006
- Ostatnie prace (Galeria WAA, Warszawski Aktyw Artystów 2006)
- Pokaz filmów (Galeria AT, Poznań 2007)
- Nieśmiertelny (Pola Magnetyczne, Warszawa 2018)
- ID (Pola Magnetyczne, Warszawa 2020)

### Wybrane wystawy zbiorowe
- Litera Słowo Zdanie (Fort Sztuki, Kraków 1998)
- Refleksja konceptualna w Sztuce Polskiej. Bieżące praktyki, ruchome horyzonty (CSW Zamek Ujazdowski, Warszawa 1999)
- Text, Buch, Kunst  (Frankfurt 2000)
- Irreligia (Atelier 340 Muzeum, Bruksela 2001)
- Aporie (BWA Jelenia Góra 2002, BWA Zielona Góra 2002)
- Sztuka i inżynieria odwrotna (Skulpturens Hus Gallery, Sztokholm 2004)
- Stanisław Ignacy Witkiewicz. Marginalia filozoficzne (CSW Zamek Ujazdowski, Warszawa 2004)
- Alphabet (Galeria AT, Poznań 2004)
- Inc. (Galeria Program, Warszawa 2004; BWA Zielona Góra 2004)
- Witkacy Marginalia Filozoficzne (Galeria Oko/Ucho, Poznań 2006)
- Czytelnie (BUW, Warszawa 2006)
- Z Archiwum polskiego filmu eksperymentalnego (Baltic Art. Center,  Gotland 2006)
- Mobile Academy: On the perfect illusion - Acoustic simulacra  (Warszawa 2006)
- Flesztival Aperitif 2007 Festival Animacji I Grafiki Komputerowej (SWPS, Warszawa 2007)
- Seans Kinowy (Kino Lab CSW Zamek Ujazdowski, Warszawa 2007)
- Seans Filmowy (Rewizje, Warszawa 2007)
- Koany w Elektrowni (MCSW Elektrownia, Radom 2009)
- Chora sztuka (Jerozolima, Warszawa 2012)
- Projekcyjna maszyna agitacyjna (Festiwal Open'er, Gdynia 2013)
- Ruchome obrazy (BWA, Wrocław 2015)
- Metamorphosis (Pola Magnetyczne, Warszawa 2019)

### Książki
- Księga żywota (przy – powieść) (1979-85), ISKRY 1990
- Æ (1985-90), Book Tranzyt 1991
- Kompozycje na słowa (1977-81), KS 1991
- Hipertekst  (komputerowa wersja Æ), Pusty Obłok 1996
- Pisma hermetyczne, Hieratic Press 1996
- Retrospektywa na koniec Czasu (katalog fikcyjnej wystawy), Warszawa 1997
- Antologia (Kompozycje, Księga żywota, Æ, Hipertekst), Kraków 2013